# Palacio de Vistalegre (Oviedo)
El Palacio de Vistalegre o Palacio de Vista Alegre está situado en la localidad asturiana de Oviedo, entre la calle Magdalena y la plaza de Daoíz y Velarde.
Está inscrito en el Inventario de Patrimonio Arquitectónico de Asturias y en el Catálogo de edificios y elementos de interés del concejo de Oviedo.
Este inmueble fue sede de la Real Audiencia en 1718. Posteriormente, en 1836, sufrió el primer incendio de su historia, que propició una amplia reforma.
En 1991 se invirtieron 100 millones de pesetas para convertirlo en viviendas de lujo.